# Rails and Ties
Rails and Ties ou Les Rails du Destin au Québec est un film américain réalisé par Alison Eastwood, sorti en 2007.

## Synopsis
Une collision mortelle entre un train et une voiture crée un lien entre le conducteur du train et le jeune garçon qui en a réchappé.

## Fiche technique
- Titre : Rails and Ties
- Réalisation : Alison Eastwood
- Scénario : Micky Levy
- Musique : Kyle Eastwood et Michael Stevens
- Production : Robert Lorenz, Peer Oppenheimer et Barrett Stuart
- Genre : Drame
- Pays d'origine :  États-Unis
- Durée : 96 minutes
- Dates de sortie :

 États-Unis 26 octobre 2007

## Distribution
- Kevin Bacon (VQ : Benoît Rousseau) : Tom Stark
- Marcia Gay Harden (VQ : Élise Bertrand) : Megan Stark
- Miles Heizer (VQ : Alexandre Bacon) : Davey Danner
- Marin Hinkle (VQ : Aline Pinsonneault) : Renee
- Eugene Byrd (VQ : Hugolin Chevrette-Landesque) : Otis Higgs
- Bonnie Root (VQ : Nathalie Coupal) : Laura Danner
- Steve Eastin (VQ : Éric Gaudry) : N.B. Garcia
- Laura Cerón (VQ : Hélène Mondoux) : Susan Garcia
- Margo Martindale (VQ : Anne Caron) : Judy Neasy
- Kathryn Joosten (VQ : Madeleine Arsenault) : Mme Brown